# Karangudi
Karangudi is een bestuurslaag in het regentschap Sragen van de provincie Midden-Java, Indonesië. Karangudi telt 2863 inwoners (volkstelling 2010).